# El Molar (kommun)
El Molar är en kommun i Spanien.   Den ligger i provinsen Província de Tarragona och regionen Katalonien, i den östra delen av landet, 400 km öster om huvudstaden Madrid. Antalet invånare är 296. Arean är 22,8 kvadratkilometer. El Molar gränsar till El Lloar, Gratallops, Bellmunt del Priorat, El Masroig, Garcia, La Torre de l'Espanyol och La Figuera. 
Terrängen i El Molar är kuperad norrut, men söderut är den platt.